# Чемпіонат Польщі з хокею 1990—1991
Чемпіонат Польщі з хокею 1991 — 56-ий чемпіонат Польщі з хокею, чемпіоном став клуб Полонія Битом.

## Попередній раунд
| М   | Команда              | І  | В  | Н | П  | Ш      | О  |
| --- | -------------------- | -- | -- | - | -- | ------ | -- |
| 1.  | Полонія Битом        | 18 | 16 | 0 | 2  | 79:38  | 32 |
| 2.  | Унія (Освенцім)      | 18 | 11 | 2 | 5  | 78:52  | 24 |
| 3.  | «Товімор» (Торунь)   | 18 | 11 | 0 | 7  | 67:64  | 22 |
| 4.  | Напшуд Янув          | 18 | 9  | 2 | 7  | 71:74  | 20 |
| 5.  | Краковія Краків      | 18 | 8  | 4 | 6  | 78:66  | 20 |
| 6.  | Подгале (Новий Тарг) | 18 | 10 | 0 | 8  | 88:57  | 20 |
| 7.  | ГКС Тихи             | 18 | 8  | 1 | 9  | 77:74  | 17 |
| 8.  | ГКС Катовіце         | 18 | 6  | 4 | 8  | 84:76  | 16 |
| 9.  | Заглембє Сосновець   | 18 | 3  | 3 | 12 | 71:92  | 9  |
| 10. | ЛКС (Лодзь)          | 18 | 0  | 0 | 18 | 39:139 | 0  |

Скорочення: М = підсумкове місце, І = ігри, В = перемоги, Н = нічиї, П = поразки, Ш = закинуті та пропущені шайби, О = набрані очки

## Другий етап

### Фінальний раунд
| М  | Команда              | І  | В  | Н | П  | Ш       | О  |
| -- | -------------------- | -- | -- | - | -- | ------- | -- |
| 1. | Полонія Битом        | 28 | 24 | 1 | 3  | 118:65  | 49 |
| 2. | Унія (Освенцім)      | 28 | 16 | 2 | 10 | 119:82  | 34 |
| 3. | Подгале (Новий Тарг) | 28 | 15 | 2 | 11 | 125:88  | 32 |
| 4. | Напшуд Янув          | 28 | 13 | 3 | 12 | 97:111  | 29 |
| 5. | Краковія Краків      | 28 | 11 | 6 | 11 | 110:107 | 28 |
| 6. | «Товімор» (Торунь)   | 28 | 12 | 2 | 14 | 99:105  | 26 |

Скорочення: М = підсумкове місце, І = ігри, В = перемоги, Н = нічиї, П = поразки, Ш = закинуті та пропущені шайби, О = набрані очки

### Кваліфікаційний раунд
| М   | Команда            | І  | В  | Н | П  | Ш       | О  |
| --- | ------------------ | -- | -- | - | -- | ------- | -- |
| 7.  | ГКС Катовіце       | 24 | 10 | 4 | 10 | 125:107 | 24 |
| 8.  | ГКС Тихи           | 24 | 9  | 1 | 14 | 103:117 | 19 |
| 9.  | Заглембє Сосновець | 24 | 6  | 3 | 15 | 102:115 | 15 |
| 10. | ЛКС (Лодзь)        | 24 | 4  | 0 | 20 | 67:168  | 8  |

Скорочення: М = підсумкове місце, І = ігри, В = перемоги, Н = нічиї, П = поразки, Ш = закинуті та пропущені шайби, О = набрані очки

## Плей-оф (фінал)

### Чвертьфінали
- Полонія Битом — ГКС Тихи 2:0 (5:2, 11:2)
- Унія (Освенцім) — ГКС Катовіце 2:0 (5:3, 4:1)
- Подгале (Новий Тарг) — «Товімор» (Торунь) 2:1 (8:2, 4:5 ОТ, 7:0)
- Напшуд Янув — Краковія Краків 2:0 (6:3, 4:2)

### Півфінали
- Полонія Битом — Напшуд Янув 2:0 (6:3, 6:0)
- Унія (Освенцім) — Подгале (Новий Тарг) 2:1 (4:0, 2:4, 6:4)

### Фінал
- Полонія Битом — Унія (Освенцім) 2:0 (5:2, 3:2)

## Плей-оф (кваліфікація)

### Матч за 3 місце
- Подгале (Новий Тарг) — Напшуд Янув 2:0 (5:1, 5:3)

### Матч за 5 місце
- «Товімор» (Торунь) — Краковія Краків 2:0 (4:3 ОТ, 3:1)

### Матч за 7 місце
- ГКС Тихи — ГКС Катовіце 2:0 (6:4, 7:3)

### Матч за 9 місце
- Заглембє Сосновець — ЛКС (Лодзь) 2:1 (5:2, 2:8, 10:7)

## Найкращий гравець
Найкращим гравцем був визнаний Маріуш Черкавський ГКС Тихи.

## Найкращий бомбардир
Найкращим бомбардиром став Войцех Ткач ГКС Катовіце 53 очка (32+21).

## Фейр-Плей
Трофей здобув клуб ГКС Тихи

## ІІ Ліга
Переможцем ліги став клуб Зофіовка (Ястшембе).